# Казаков Василь Іванович
Василь Іванович Казаков (нар. 18 січня 1927, село Пічуріно Орєхово-Зуєвського повіту Московської губернії, тепер Орєхово-Зуєвського району Московської області, Російська Федерація — 14 жовтня 2008, місто Москва) — радянський державний діяч, голова Ленінградського міськвиконкому, заступник голови Ради міністрів Російської РФСР, голова Центральної виборчої комісії із виборів народних депутатів РРФСР (Російської Федерації). Член ЦК КПРС у 1971—1981 роках. Кандидат у члени ЦК КПРС у 1981—1990 роках. Депутат Верховної ради РРФСР. Депутат Верховної Ради СРСР 9—11-го скликань. Народний депутат СРСР у 1989—1991 роках.

## Життєпис
З 1941 року — слюсар Мітрохинської текстильної фабрики Московської області. У 1944 році закінчив Єгор'євський верстатобудівний технікум Московської області.
У 1944—1954 роках — майстер, конструктор, начальник цеху Ленінградського верстатобудівного заводу імені Свердлова.
Член ВКП(б) з 1947 року.
У 1953 році закінчив Всесоюзний заочний машинобудівний інститут.
У 1954—1961 роках — інструктор, заступник завідувача відділу Ленінградського міського комітету КПРС. У 1961—1967 роках — заступник завідувача, завідувач промислового відділу Ленінградського обласного комітету КПРС.
У 1967—1970 роках — 1-й секретар Калінінського районного комітету КПРС міста Ленінграда.
16 вересня 1970 — 25 січня 1973 року — 2-й секретар Ленінградського обласного комітету КПРС.
8 січня 1973 — 7 червня 1976 року — голова виконавчого комітету Ленінградської міської ради депутатів трудящих.
18 травня 1976 — 24 жовтня 1989 року — заступник голови Ради міністрів Російської РФСР.
27 жовтня 1989 — 4 жовтня 1993 року — голова Центральної виборчої комісії із виборів народних депутатів РРФСР (Російської Федерації).
З 1993 року — персональний пенсіонер у Москві.
Похований в Москві на Троєкуровському цвинтарі.

## Нагороди і звання
- орден Леніна
- орден Жовтневої Революції
- два ордени Трудового Червоного Прапора
- медалі